# Lingen
Pour les articles homonymes, voir Lingen (homonymie).
Lingen (en allemand : /ˈlɪŋən/,, ? Écouter [Fiche]) est une ville allemande de Basse-Saxe, sur le fleuve Ems.

## Histoire
| Appartenances historiques Comté de Lingen 1150-1702 Royaume de Prusse 1702-1807 Grand-duché de Berg 1807-1811 Empire français (Ems-Supérieur) 1811-1814 Royaume de Hanovre 1814-1866 Royaume de Prusse (Province de Hanovre) 1866-1918 République de Weimar 1918-1933 Reich allemand 1933-1945 Allemagne occupée 1945-1949 Allemagne 1949-présent |

Lingen appartient à la Prusse (1702-1807), à la France (1811-1814), au Royaume de Hanovre (1814-1866), à la Prusse à nouveau depuis 1866 (Province de Hanovre), à l'Empire allemand.

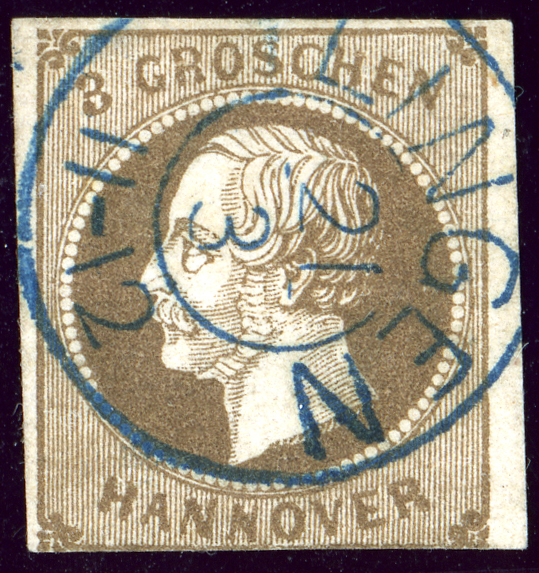
Lingen dans le Royaume de Hanovre en 1861, Roi Georges.
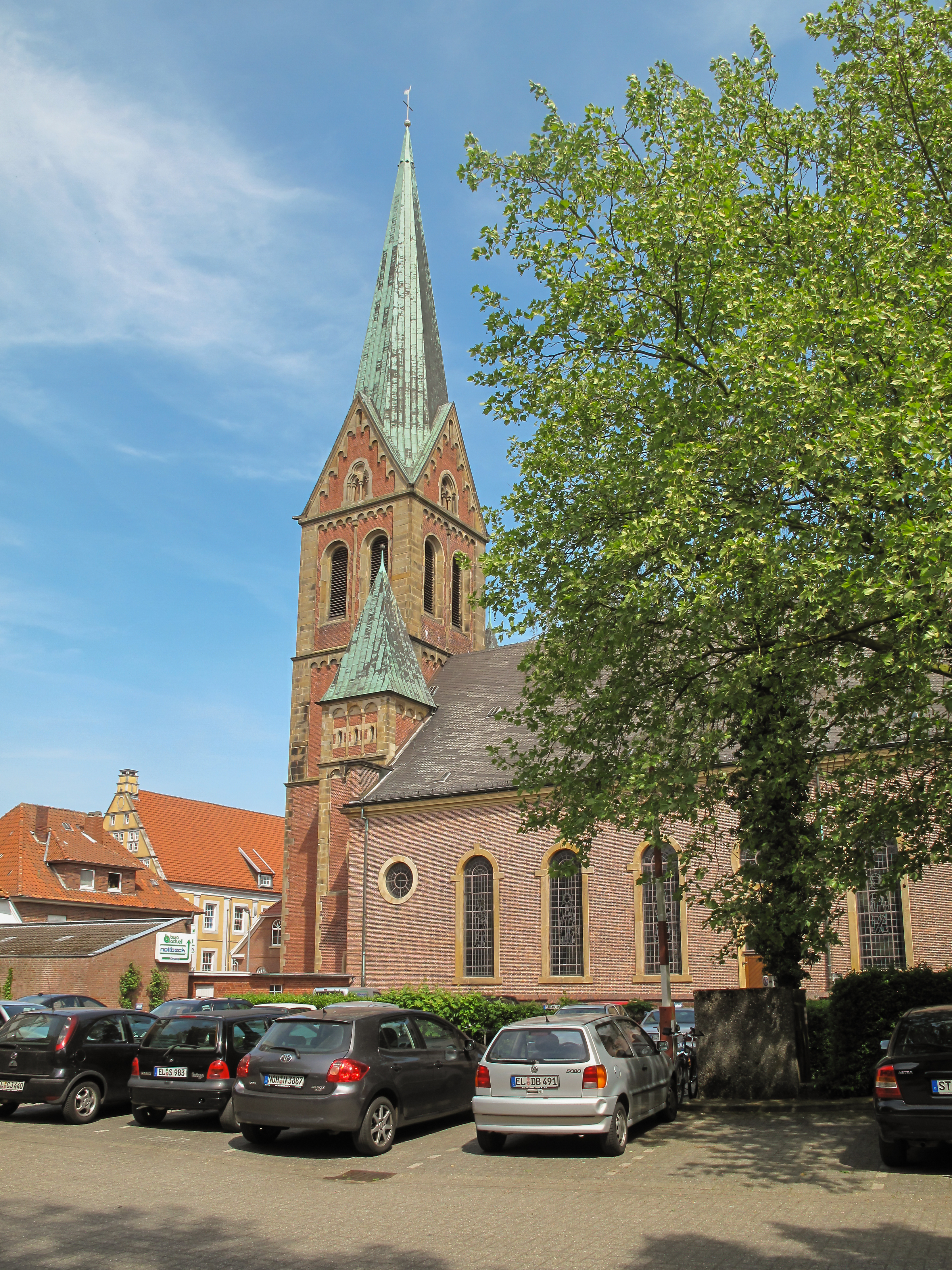
L'église catholique Saint-Boniface.

## Industrie
- centrale nucléaire de Lingen
- usine AREVA de Lingen : fabrication de combustible nucléaire

## Record
La ville tient à ce jour le record de chaleur en Allemagne, durant la canicule européenne de fin juillet 2019, qui a atteint 42,6 °C le 25 juillet 2019.

## Jumelage
- East Staffordshire (Royaume-Uni) depuis 1982
- Bielawa (Pologne) depuis 1993
- Marienberg (Allemagne) depuis 1996
- Salt (Espagne) depuis 1999
- Elbeuf (France) depuis 2004

## Personnalités liées à la commune
- Johann Michael von Loën (1694-1776), écrivain mort à Lingen.
- Kalypso, groupe de metalcore allemand.